# Halifax (Canada)
Halifax (in micmac K'jipuktuk, in francese precedentemente Chibouctou) è una municipalità regionale del Canada orientale, capitale della provincia della Nuova Scozia. Essa ingloba la città storica di Halifax ed è il più grande centro del Paese a est della città di Québec, nonché porto canadese maggiore sull'Oceano Atlantico.

## Etimologia
La denominazione "Halifax" deriva dall'inglese antico halh-gefeaxe (lett. "area d'erba grossa nell'angolo di terra"): nel 1748, in qualità di presidente della Board of Trade, George Montagu-Dunk, anche II conte di Halifax, promosse la fondazione della città come colonia inglese. La città prese il nome in suo onore.

## Geografia fisica

### Clima
Probabilmente l'aggettivo che più di qualunque altro riassume meglio il clima di Halifax è quello di "variabile". In effetti il tempo di questa città oceanica e in generale di tutta la Nuova Scozia, la provincia canadese di cui è capitale, è estremamente mutevole tant'è che in una stessa giornata si può assistere a fenomeni meteo molto diversi: sole, neve, nebbia, cielo terso, pioggia e ancora la neve, tutto in poche ore.
Secondo la classificazione dei climi di Köppen, la classificazione climatica più accreditata, Halifax fa parte della fascia Dfb ossia un clima freddo, umido in tutti i mesi, ovvero senza un periodo dell'anno in cui le precipitazioni risultano scarse, e con stagione estiva moderatamente calda.
Questo clima è fondamentalmente influenzato da due elementi: la presenze dei mari e dell'Oceano Atlantico che bagnano la penisola su cui sorge la città e la vasta massa continentale canadese che si estende a ovest. Questi due fattori geografici rendono ibrido il clima di Halifax: da un lato un clima marittimo che causa precipitazioni abbondanti, fa impennare gli indici di umidità, provoca una ventilazione sostenuta (la Nuova Scozia è frequentemente spazzata da forti tempeste) e, rispetto alle zone interne del Canada, rende più contenute le temperature, dall'altra parte un clima continentale per le accentuate differenze termiche tra l'estate e l'inverno (in uno stesso anno le temperature possono sprofondare oltre i −20 °C e salire sopra i 30 °C mentre tra le medie delle minime di gennaio e quelle delle massime di agosto c'è una differenza di 32°), per i rigori del periodo invernale e per le abbondanti nevicate.
Le temperature più basse e più alte registrate in città sono state: −26,1 °C (31 gennaio 1951) e +34,0 °C (27 giugno 2001). All'aeroporto civile di Halifax, distante dal mare alcuni km, i valori estremi sono stati: −29,4 °C e +37,2 °C.
Halifax (i valori medi meteo seguenti si riferiscono, se non è indicato diversamente, al trentennio 1971-2000) ha una media termometrica annua assoluta di +7,2°. Il mese più freddo è gennaio (media delle massime e delle minime di −0,2 °C e −8,6 °C) quello più caldo risulta essere agosto (media di +23,0 °C e +14,8 °C). Da dicembre a marzo le medie delle minime sono negative ma a gennaio e a febbraio anche le medie delle massime restano inferiori allo zero. 
Da novembre ad aprile si registrano 49 giorni di ghiaccio ossia giornate con temperature massime negative, mentre tra novembre e marzo (raramente a ottobre e aprile) si hanno 34 giorni con minime inferiori ai −10 °C. Durante l'anno sono 76 le giornate con massime superiori ai 20 °C.
Le precipitazioni, in leggero calo rispetto agli anni precedenti, sono abbondanti e raggiungono una media di 1 508,0 mm ben distribuiti tutto l'anno. Agosto è il mese con meno precipitazioni (98,3 mm) e anche l'unico con un totale pluviometrico inferiore ai 100 mm mentre dicembre è quello con maggiori apporti pluviometrici (160,2 mm). In generale le precipitazioni hanno un picco invernale e un, relativo, calo nel periodo estivo. Tutti i mesi dell'anno rilevano 10 o più giorni con precipitazioni. I giorni con almeno 10 mm sono 50 mentre quelli con almeno 25 mm arrivano a 17. La media nivometrica annua è di 151,8 cm (in deciso calo rispetto ai 167,2 del periodo 1961-1990) distribuiti, considerando giornate con almeno 0,2 cm, su 41 giorni.
Halifax può essere interessata da tempeste di origine tropicale e raramente da veri uragani che risalendo dai Caraibi e dalla Florida giungono sulle coste sud-orientali del Canada. Uno dei più devastanti di tutta la sua storia è stato l'uragano Juan che nel settembre del 2003 ha causato molti danni alla città.
Nonostante tutto Halifax non registra molti giorni all'anno con temporali (circa 10) e questo a causa di una stagione estiva non troppo calda e l'assenza di rilievi elevati nelle vicinanze che favoriscono la termo-convezione.

### Panoramica stagionale
Marzo, aprile, maggio
la primavera resta fredda fino ad aprile, mese in cui si verificano (raramente anche ai primi di maggio) ancora alcune nevicate e delle giornate con valori termici sotto lo zero, del resto aprile ha una media delle minime di appena +0,8 °C. Nella seconda metà della stagione si registra un netto aumento delle temperature che favorisce una vera e propria esplosione della fioritura e, in generale, del risveglio vegetativo. 
Il totale pluviometrico primaverile è di 374,9 mm (di cui 39,4 mm sotto forma di neve) mentre la media termica assoluta è di 4,7 °C.
Giugno, luglio, agosto
L'estate è moderatamente calda ma sempre piovosa. Infatti anche in questa stagioni sono frequenti le perturbazioni atlantiche. Del resto dall'Artico possono sempre scendere irruzioni di aria più fredda che possono far calare le temperature di alcuni gradi (il valore termico più basso registrato in questa stagione è stato quello del 18 giugno del 1973 con +1,7 °C). 
Alcuni giorni rilevano valori massimi intorno ai 30 °C e in qualche occasione, grazie alle ondate di calore che dagli Stati Uniti risalgono lungo la costa orientale del Nord America, si possono registrare picchi superiori.
Una caratteristica del clima di Halifax, soprattutto nei mesi più caldi, sono le dense nebbie marittime (la città sorge in una delle zone più nebbiose del mondo) che possono far scendere a pochi metri la visibilità. Queste nebbie sono conseguenza della differenza di temperature tra la fredda corrente del Labrador che bagna le coste della città e i più tiepidi specchi d'acqua limitrofi.
Il totale pluviometrico estivo è di 312,2 mm mentre la media termica assoluta sale a 17,5 °C.
Settembre, ottobre, novembre
In autunno si possono ancora registrare, favorite da tardive rimonte calde, alcune giornate tiepide, giornate che però si alternano ad altre piovose, umide e ventose. Nella seconda parte della stagione iniziano le vere e proprie irruzioni di aria gelida dal Canada Centrale o dall'Artico che portano i primi valori sotto lo zero e le prime nevicate, a volte può nevicare brevemente anche nella seconda metà di ottobre.
Il totale pluviometrico è di 396,2 mm (di cui 7,9 mm sotto forma di neve) mentre la media termica assoluta è di 9,7 °C.
Dicembre, gennaio, febbraio
L'inverno è meno rigido di quelli che si registrano nel Canada continentale ma è pur sempre molto freddo, inoltre le frequenti masse d'aria umida che investono questa zona portano abbondanti nevicate. In realtà anche a gennaio le precipitazioni liquide restano predominanti ma queste si alternano alle nevicate. Tutto dipende dalle correnti prevalenti: quelle di sud-ovest e meridionali portano piogge e temperature sopra lo zero, quelle occidentali e settentrionali arrecano nevicate spesso intense e persistenti. Quando i gelidi anti-cicloni termici che si formano sul Canada centrale si estendono fin sulle coste della Nuova Scozia ecco che ad Halifax si registrano giornate spettacolari con cieli tersi, visibilità estesa e temperature bassissime.
Nei mesi più freddi dell'anno la città può essere colpita da veri e propri blizzard ossia bufere di neve della durata di diverse ore accompagnate da temperature di parecchi gradi sotto lo zero che riducono la visibilità anche a pochi metri e provocano abbondanti accumuli nevosi. Da ricordare la serie di micidiali blizzard che colpirono Halifax alla fine della seconda decade del mese di febbraio del 2004 (White Juan); in quell'occasione in una sola giornata la città fu seppellita sotto 96 cm di neve ma certamente in alcune zone si superò il metro di manto nevoso. Quella tempesta causò notevoli danni, la cessazione dell'erogazione dell'energia elettrica e la sospensione di tutte le attività economiche.
Altri fenomeni pericolosi per il traffico stradale e che interessano con una certa frequenza il capoluogo sono le tempeste di ghiaccio.
Il totale pluviometrico è di 424,7 mm (di cui 104,6 mm sotto forma di neve) mentre la media termica assoluta scende a −3,2 °C.

### Eventi meteo estremi e/o pericolosi
Per quanto riguarda gli eventi meteo più estremi e/o pericolosi che si verificano ad Halifax abbiamo la seguente sintesi:
7 episodi nevosi all'anno con accumuli giornalieri di almeno 10 cm (di questi 4 accumulano almeno 15 cm, 3 dai 20 cm, 1-2 con accumuli a partire dai 25 cm, 0,2 episodi con depositi di almeno 40 cm e raramente episodi con totali oltre i 50 cm). In genere accumuli giornalieri a partire dai 50 cm se ne registrano 1 per decennio.
Blizzard (secondo il servizio meteo canadese intense nevicate della durata non inferiore alle 4 ore, con visibilità sotto 1 km, venti oltre i 40 km/h e temperature inferiori ai −3 °C) si presentano con la media di 1 ogni due anni ma nevicate intense e persistenti con venti forti, temperature molto basse e visibilità ridotta sono molto frequenti ogni anno.
Anche lo scaccianeve (visibilità molto ridotta a causa di forti venti che sollevano la neve presente al suolo) può essere un problema soprattutto per la circolazione viaria e si registrano 2 episodi invernali all'anno.
Intense ondate di gelo con minime sotto i −24 °C si presentano almeno 1 volta ogni 10 anni mentre i record assoluti (considerando le temperature registrate in tutta la città) oscillano tra i −26 °C e i −30 °C. In alcuni casi sono state registrate temperature da wind chill tra i −36 °C e (nel caso più estremo) i −43 °C.
Precipitazioni congelantesi si presentano con una frequenza di 52 ore all'anno all'aeroporto e tra le 35 e le 40 ore in città. Giornate nei mesi più freddi dell'anno, tra la 2ª meta di dicembre e la prima parte di aprile, con precipitazioni battenti oltre i 25 mm di accumuli (pericolose per possibili alluvioni soprattutto se si sommano alla neve in fusione del terreno precedentemente innevato) sono frequenti, circa 5 episodi per quadrimestre. In estate, se pur raramente, posso presentarsi periodi con 10 giorni consecutivi di totale assenza di precipitazioni ma con una probabilità tra il 6 e il 9%. In un periodo di 10 anni si possono registrate ondate di calore con valori massimi sui 32-33 °C mentre i record assoluti hanno toccato i 36-37 °C. Ogni anno si registra almeno 1 giorno con massime sopra i 30 °C. Nelle giornate più afose si possono rilevare, anche se molto raramente, indici di calore decisamente più alti delle temperature reali. La grandine è un fenomeno raro, fulmini e veri e propri temporali sono in gran parte concentrati nel trimestre estivo (soprattutto a luglio) con 10 giorni di temporali all'anno di cui 4 molto forti. Sicuramente il fenomeno meteo più violento che può colpire la città sono le tempeste tropicali e i veri e propri uragani che raramente risalgono dalla costa Usa fino alla Nuova Scozia con eventi anche di categoria 2.
I mesi in cui è più probabile registrare simili eventi sono agosto e settembre. Le nebbie (spesso costiere) si presentano, soprattutto nel semestre estivo, con una frequenza elevata, più di 100 giorni all'anno. La zona di Halifax è anche quella in cui sono più frequenti intense precipitazioni con accumuli anche oltre gli 80 mm in 12-24 ore e record assoluti giornalieri oltre i 200 mm. Durante i venti più forti sono state registrare raffiche anche superiori ai 150 km/h e tutti gli anni si verificano venti oltre gli 80 km/h e frequentemente oltre i 100 km/h.
| Medie massime             | 11,2          | -0,2  | -0,1  | 3,5   | 8,4   | 14,1  | 19,4  | 22,9  | 23,0 | 19,0  | 13,1  | 7,9   | 2,6   |                                                                                           |                                                                                           |                                                                                           |                                                                                           |                                                                                           |                                                                                           |                                                                                           |                                                                                           |                                                                                           |                                                                                           |                                                                                           |                                                                                           |                                                                                           |                                                                                           |
| Medie minime              | 3,2           | -8,6  | -8,1  | -4,2  | 0,8   | 5,5   | 10,5  | 14,2  | 14,8 | 11,4  | 5,9   | 1,2   | -5,1  |                                                                                           |                                                                                           |                                                                                           |                                                                                           |                                                                                           |                                                                                           |                                                                                           |                                                                                           |                                                                                           |                                                                                           |                                                                                           |                                                                                           |                                                                                           |                                                                                           |
| Precipitazioni millimetri | Anno: 1 508,0 | 150,7 | 113,8 | 134,4 | 121,1 | 119,4 | 108,0 | 105,9 | 98,3 | 107,1 | 135,4 | 153,7 | 160,2 |                                                                                           |                                                                                           |                                                                                           |                                                                                           |                                                                                           |                                                                                           |                                                                                           |                                                                                           |                                                                                           |                                                                                           |                                                                                           |                                                                                           |                                                                                           |                                                                                           |
| Media nivometrica (cm)    | Anno 151,8    | 38,4  | 37,7  | 28,4  | 9,8   | 1,2   | 0     | 0     | 0    | 0     | 1     | 6,9   | 28,5  | Fonte: Environment Canada Weather Office Archiviato il 4 giugno 2008 in Internet Archive. | Fonte: Environment Canada Weather Office Archiviato il 4 giugno 2008 in Internet Archive. | Fonte: Environment Canada Weather Office Archiviato il 4 giugno 2008 in Internet Archive. | Fonte: Environment Canada Weather Office Archiviato il 4 giugno 2008 in Internet Archive. | Fonte: Environment Canada Weather Office Archiviato il 4 giugno 2008 in Internet Archive. | Fonte: Environment Canada Weather Office Archiviato il 4 giugno 2008 in Internet Archive. | Fonte: Environment Canada Weather Office Archiviato il 4 giugno 2008 in Internet Archive. | Fonte: Environment Canada Weather Office Archiviato il 4 giugno 2008 in Internet Archive. | Fonte: Environment Canada Weather Office Archiviato il 4 giugno 2008 in Internet Archive. | Fonte: Environment Canada Weather Office Archiviato il 4 giugno 2008 in Internet Archive. | Fonte: Environment Canada Weather Office Archiviato il 4 giugno 2008 in Internet Archive. | Fonte: Environment Canada Weather Office Archiviato il 4 giugno 2008 in Internet Archive. | Fonte: Environment Canada Weather Office Archiviato il 4 giugno 2008 in Internet Archive. | Fonte: Environment Canada Weather Office Archiviato il 4 giugno 2008 in Internet Archive. |

## Monumenti e luoghi d'interesse

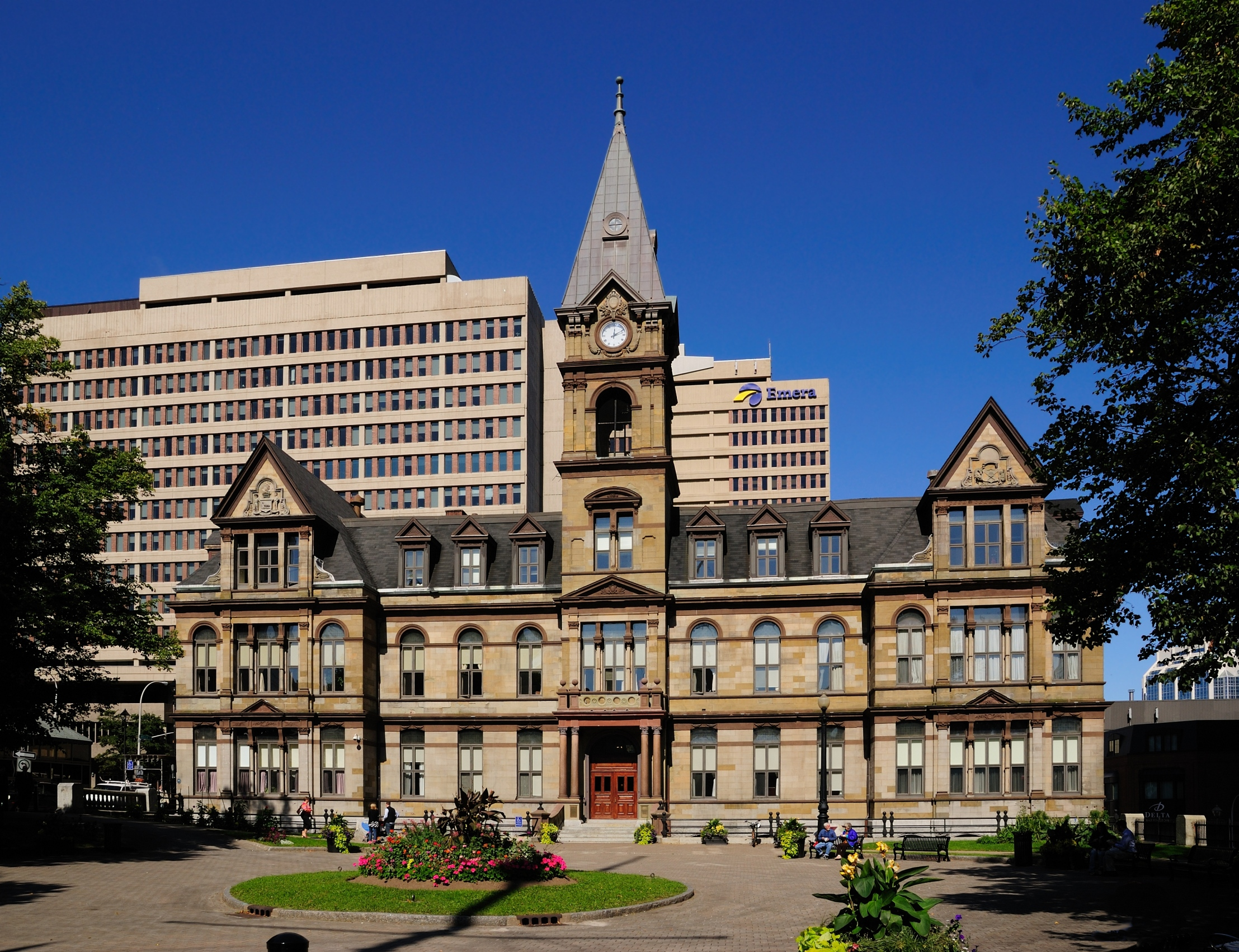
Municipio di Halifax

Ad Halifax si trova il Fairview Cemetery, cimitero in cui vennero sepolte numerose vittime del naufragio del Titanic avvenuto nelle acque dell'Atlantico la notte tra il 14 e il 15 aprile del 1912.
Nello specchio del porto di Halifax vi è l'isola di Giorgio, meta turistica contenente le rovine del Forte Charlotte e sede di un faro. Nel centro città si trovano invece il Municipio di Halifax e il Palazzo di Giustizia.

## Infrastrutture e trasporti
La città è servita dall'Aeroporto Internazionale di Halifax Stanfield.

## Sport
Halifax è sede di due franchigie professionistiche e di una semiprofessionistica. Gli Halifax Thunderbirds sono la squadra cittadina di lacrosse, e militano nella National Lacrosse League. Lo HFX Wanderers FC rappresenta la città nel calcio e milita nella Canadian Premier League. Nell'hockey su ghiaccio la città è rappresentata dagli Halifax Mooseheads, che militano nella Quebec Major Junior Hockey League.